# Conflicto Tabasco-Texas (1840)
El Conflicto militar Tabasco-Texas constó de dos partes, en la primera fue una invasión de la armada de la República de Texas al estado de Tabasco, México, apoyando a las fuerzas federalistas tabasqueñas en contra del gobierno centralista en el año de 1840. Posteriormente, al triunfo de la Revolución federalista tabasqueña se desarrolló la segunda parte del conflicto, ya debido a un desacuerdo entre el nuevo gobierno federalista de Tabasco y texanos, se originó un bombardeo de la armada de Texas a la ciudad de San Juan Bautista, capital del estado con una duración de dos días.

## Antecedentes
En el año de 1839 estalló en el estado de Tabasco la llamada Revolución federalista, ante lo prolongado del conflicto y la falta de recursos de los revolucionarios para continuar con la lucha, Fernando Nicolás Maldonado, cabeza del movimiento, decidió buscar apoyo en 1840 y viajó a Campeche en donde se entrevistó con el General Juan Pablo de Anaya y el cubano Francisco de Sentmanat a quienes convenció de la importancia de restablecer el federalismo en Tabasco.

## Invasión de Texas a Tabasco
A principios de agosto de 1840, el General Juan Pablo de Anaya convenció al almirante texano E. W. Moore quien comandaba tres buques de la Armada de Texas para que lo apoyara en la reestitución del federalismo en Tabasco, a cambio de un pago de 25 mil pesos que serían pagados al triunfo de la causa.
De esta forma, el Almirante Moore llegó con los tres buques texanos al puerto de Frontera en donde después de unirse a las fuerzas de Juan Pablo de Anaya avanzaron por el río Grijalva hasta la capital del estado San Juan Bautista, iniciando el bombardeo y desembarco, mientras que Anaya, Francisco de Sentmanat y Fernando Nicolás Maldonado atacaban por los otros tres flancos. Esto motivó la capitulación del gobernador centralista José Ignacio Gutiérrez el 17 de noviembre de ese año, después de dos meses de combates. 

## Bombardeo texano

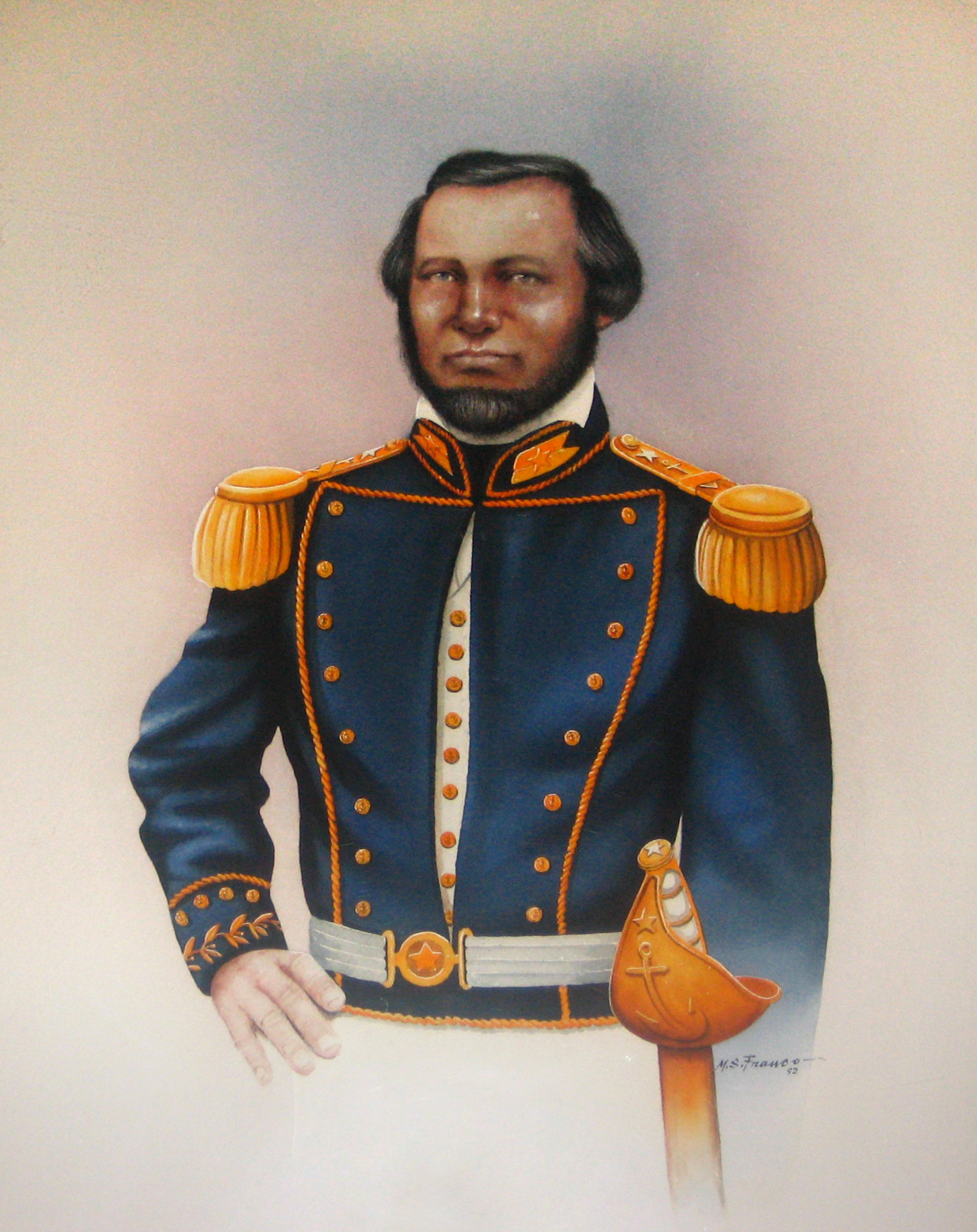
Comodoro Edwin Ward Moore, comandó tres buques de la armada de Texas durante el bombardeo a la capital de Tabasco.

En diciembre, a los pocos días de haber tomado posesión de la gubernatura Agustín Ruíz de la Peña, se presentó nuevamente en la capital del estado una escuadra de tres buques texanos al mando del Comodoro E. W. Moore, quien reclamaba el pago de 25 mil pesos acordado con el General Anaya por haber apoyado la causa liberal, esto motivó que el 14 de ese mismo mes, Ruiz de la Peña, renunciara al cargo siendo sustituido por el campechano Pedro Requena Estrada.
Ante el incumplimiento del trato hecho por Juan Pablo de Anaya, a la media noche del 14 de diciembre, la armada texana fondeada en el río Grijalva comenzó a bombardear la capital del estado, por lo que el gobernador Pedro Requena Estrada acudió al buque "Austin" y se entrevistó con el almirante Moore para disuadirlo de suspender el bombardeo ya que el trato lo había hecho con Anaya y el gobierno del estado no contaba con recursos para el pago, además de hacerle hincapié que este bombardeo solo afectaría más a la de por sí muy dañada población.

"La situación era muy grave, había tres jefes militares: Anaya, Maldonado y Sentmanat, cada uno mandaba sus fuerzas al triunfo de la revolución, aunque el general Anaya fuera el Comandante General y jefe de todas las fuerzas, era el que mandaba al menor número de tropas. Prevalecía el desorden, intruducido por más de un año de guerra civil, estaban cerradas las oficinas y paralizados los giros. Moore resolvió romper sus fuegos sobre la población, eran las 12 de la noche del mismo día en que me hice cargo del gobierno, corrí y tomé un bote y me dirigí a la cubierta del "Austin" para hablar con Moore y convencerlo de detener el fuego...
Pedro Requena. Gobernador interino de Tabasco. 14 de diciembre de 1840.

## Consecuencias
Después de la entrevista del Gobernador de Tabasco Pedro Requena Estrada con el Almirante E.W. Moore, acordaron la suspensión del bombardeo texano a la capital de Tabasco con el compromiso del gobierno del estado de pagar la cantidad acordada en un plazo no mayor de tres meses, de lo contrario, regresarían a bombardear la capital. Al día siguiente, 15 de diciembre por la mañana, los tres buques de la armada de Texas abandonaron San Juan Bautista y enfilaron río abajo rumbo al Golfo de México.
El 25 de febrero de 1841 siendo entonces gobernador con facultades de presidente, José Víctor Jiménez se llevó a efecto el préstamo que había sido solicitado por el gobierno republicano de Tabasco, para el pago de los 10 mil pesos que restaban de la cantidad exigida por la armada texana, y que debían ser cubiertos antes del 16 de marzo. Para conseguir el préstamo, se nombró una Junta que asignó a los ciudadanos la cantidad que les tocaba aportar de acuerdo a sus fortunas.